# 한스 블뤼허
한스 블뤼허(독일어: Hans Blüher: 1888년 2월 17일 ~ 1955년 2월 4일)는 독일의 작가, 철학자다. 반더포겔 운동의 초기 멤버였으며, 그 운동을 최초로 연구한 역사가였다. 동성애자로서 학교와 교회의 금기를 깨는 주장들을 해서 굉장한 관심을 받았다.
독일 제국이 망하고 바이마르 공화국의 자유민주주의로 이행하던 시기에 블뤼허는 급진보수이자 군주주의자로서 바이마르 민주주의를 공공연히 반대했다. 1928년에는 네덜란드에 망명 간 빌헬름 2세를 알현하기도 했다. 블뤼허는 소년애와 남성유대가 강건한 국민과 국가를 만든다고 믿었고, 이러한 사상은 히틀러 청소년단에 일부 계승되었다. 블뤼허는 나치당을 지지했으나, 1934년 동성애자인 돌격대 지도자 에른스트 룀이 히틀러의 명령으로 숙청당하자 지지를 철회했다.
블뤼허는 1924년 여의사와 결혼해 슬하에 자식 두 명을 낳았았고, 베를린 헤름스도르프에서 프리랜서 작가 겸 정신과 개업의로 활동했다. 나치 정권 시기에 공적 활동에서 물러난 뒤 헤름스도프르에서 계속 여생을 보내며 사상서 『자연의 추축』(Die Achse der Natur, 1948년)을 저술했다.